# She Married for Love
She Married for Love é um curta-metragem mudo norte-americano, realizado em 1914, do gênero comédia, com o ator cômico Oliver Hardy.

## Elenco
- Pasqualina DeVoe - Sra. Muggs
- Eva Bell - Rose Muggs
- Raymond McKee - Harry Bounce
- Harry Lorraine
- Mae Sheppard
- Oliver Hardy - (como Babe Hardy)